# Cayetano Ré
Cayetano Ré Ramirez (Assunção, 7 de fevereiro de 1938 — Elche, 26 de novembro de 2013) foi um futebolista e treinador de futebol paraguaio.

## Carreira

### Clubes
Revelado pelo Cerro Porteño, atuaria pelos "Gigantes" entre 1954 e 1958. Ainda teve uma curta passagem pelo Guaraní quando foi contratado pelo Elche, clube que defenderia até 1962 (79 jogos, 25 gols). O desempenho chamaria a atenção do Barcelona, sendo que nos "Blaugranas" Ré tornaria-se artilheiro do Campeonato Espanhol de 1964-65, com 25 gols, cinco a mais que o brasileiro Waldo Machado, à época no Valencia.
Após quatro anos, Ré deixou o Barcelona e assinou com o Espanyol, onde faria 102 jogos e marcaria 23 gols.
Sua aposentadoria como jogador deu-se em 1972, quando defendia outro clube catalão, o Terrassa. Ré tinha 34 anos quando despediu-se dos gramados.

### Como treinador
Um ano após parar de jogar, Ré iniciaria a nova carreira de técnico no Eldense, onde voltaria a exercer a função entre 1975 e 1978. Além do Eldense, treinou AD Almería, Ontinyent, Córdoba, Elche, Guaraní e Cerro Porteño antes de assumir o comando técnico da Seleção Paraguaia de Futebol em 1985. Sob seu comando, a equipe conquistou a classificação para a Copa de 1986, 28 anos após sua primeira participação no torneio.
O momento mais famoso de sua passagem no comando técnico dos Guaranis foi sua expulsão no jogo contra a Bélgica. Ao perceber que Ré estava ficando muito próximo de entrar no gramado, o árbitro búlgaro Bogdan Dotschev pediu para que o ex-atacante saísse de campo. Esta foi a primeira vez que um técnico acabaria sendo expulso de um jogo de Copa.
Seu último trabalho como treinador foi em 2000, quando, aos 62 anos, comandou o Guaraní pela segunda vez.

## Seleção
Entre 1958 e 1959, Ré foi convocado 25 vezes para a Seleção Paraguaia, marcando sete gols. Presente na Copa de 1958, a primeira de seu país, marcou o segundo gol paraguaio na vitória por 3 a 2 frente à Escócia. Embora tivesse feito campanha regular (uma vitória, um empate e uma derrota), o Paraguai cairia na primeira fase.

## Falecimento
Em 26 de novembro de 2013, aos 75 anos de idade, Ré faleceu em Elche, cidade onde morava. 

## Títulos

### Como jogador
Cerro Porteño
- Campeonato Paraguaio: 1954

Barcelona
- Copa del Rey: 1962-63
- Taça das Cidades com Feiras: 1965-66